# Keba Industrial Automation Germany
Die KEBA Industrial Automation Germany GmbH ist ein international tätiges Unternehmen und entwickelt, produziert und vertreibt Produkte sowie Dienstleistungen in der Antriebs- und Automatisierungstechnik. Das Unternehmen wurde 1971 als LUST Electronic-Systeme GmbH innerhalb der LUST Unternehmensgruppe gegründet, die seit 2007 in der LTi Unternehmensgruppe als Lust Technology international (LTi) und nach der Übernahme durch die Körber AG von 2015 bis 2019 als LTI Motion GmbH firmierte.
Die Zentrale befindet sich im mittelhessischen Lahnau. Weitere Standorte sind in Wasserburg („Kompetenzzentrum Werkzeugmaschinen“) und Unna („Kompetenzzentrum Wind Energie“). Das Unternehmen ist Teil des österreichischen Technologiekonzerns KEBA mit Sitz in Linz, der im Jahr 2018 großteils den Bereich Automation der Körber AG übernommen hatte, darunter auch LTI Motion sowie die Heinz Fiege GmbH.

## Geschichte
Der Physiker Karl-Heinz Lust gründete 1971 die Lust Electronic-Systeme GmbH, deren Geschäftsleitung er bis zu seinem Tod 2009 als geschäftsführender Gesellschafter angehörte. 1972 wurde der erste kollektorlose Gleichstromantrieb für eine Hochgeschwindigkeitsanwendung entwickelt und in Serie gefertigt. 1975 erfolgte der Bau und Bezug des ersten Firmengebäudes. Die erste Standard-Umrichterreihe von 0,75 kW bis 4 kW ging 1986 in Serie, gefolgt vom ersten digitalen Umrichter und einem Servosystem. Mit der Erweiterung der Motor- und Magnetlagerfertigung im Jahr 1998 erfolgte die Gründung der Levitec GmbH. 2000 wurde die Sensitec GmbH, als Unternehmen der Magnetoresistive Sensortechnologie gegründet. Durch die Übernahme der Stromag Elektronik GmbH und Umbenennung in LTI ReEnergy GmbH 2001 erweiterte man das Geschäftsfeld um den Bereich der Erneuerbaren Energien. Um dem internationalen Anspruch gerecht zu werden, wurde 2007 die LUST Unternehmensgruppe in Lust Technology international (LTi) umbenannt und 2009 durch den Zukauf der andron GmbH und der Fiege GmbH & Co. KG im Werkzeugmaschinenbau und der Spindeltechnik erweitert und ausgebaut.
Seit 2004 sind magnetische Sensoren aus der LTi Unternehmensgruppe in NASA-Raumfahrtprojekten auf dem Mars eingesetzt. In den Marsrovern „Spirit“, „Opportunity“ (2004) und „Curiosity“ (2012) ist Sensitec-Technologie verbaut. Auch Perseverance beinhaltete bei seiner Landung 2020 miniaturisierte magnetoresistive Winkelsensoren, die für die extremen Temperaturschwankungen und hohen Strahlenbelastungen auf dem Mars ausgelegt sind. Durch die Berichterstattung wurde das Unternehmen überregional bekannt.
Durch die Übernahme der LTi Unternehmensgruppe durch die Körber AG zum 28. März 2013 erfolgte die Integration der Unternehmen in das Geschäftsfeld Körber Automation. Im November 2018 übernahm die österreichische KEBA AG das Unternehmen LTI Motion GmbH sowie die dazugehörige Heinz Fiege GmbH von Körber.
Ab 2008 engagierte sich die LTi Holding als Namenssponsor des Gießener Erstligabasketballteams Gießen 46ers, deren Name sich in LTi GIESSEN 46ers änderte. Die Zusammenarbeit lief zunächst bis zum Ende der Spielzeit 2009/2010. Der Vertrag wurde mehrfach bis zur Spielzeit 2012/2013 verlängert und endete im April 2013 aufgrund der neuen Eigentumsverhältnisse.

## Tätigkeitsfelder
KEBA Industrial Automation Germany ist spezialisiert auf die Bereiche Antriebs- und Automatisierungstechnik für unterschiedliche Technologiefelder und Kundenindustrien. Das Unternehmen stellt Produkte für die Branchen Blechverarbeitung, Werkzeugmaschinen, Maschinenbau, Kunststoffmaschinen, Windenergie, Turbosysteme und Automatisierungslösungen für Roboter her.